# Politique au Tadjikistan
La politique au Tadjikistan repose sur un modèle d'État où la république est présidentielle. Le président est élu au suffrage universel pour un mandat de sept ans, renouvelable une fois seulement. Le Premier ministre est nommé par le Président. Le conseil des ministres est nommé par le Président et approuvé par le Parlement.
| Président        | Emomalii Rahmon  | Parti démocratique populaire du Tadjikistan | 6 novembre 1994  |
| Premier ministre | Kokhir Rasulzoda | Parti démocratique populaire du Tadjikistan | 23 novembre 2013 |

L'Assemblée suprême du Tadjikistan (Majlisi Oli) est le parlement du pays. Elle est structurée en deux chambres :
- Une chambre haute : l'Assemblée nationale (Majlisi milli). Composée de 33 membres, 25 d'entre eux sont élus par des élus locaux pour une durée de cinq ans et les 8 autres sont nommés par le président.
- Une chambre basse : l'Assemblée des représentants (Majlisi namoyandagon). Ses 63 membres sont élus pour une durée de cinq ans : 22 au scrutin proportionnel plurinominal et les 41 restants sont élus de manière uninominale dans des circonscriptions.

## Vie politique
La vie politique du Tadjikistan reste marquée par le souvenir de la guerre civile qui opposa factions politiques et régionales entre 1992 et 1997. Certains observateurs expliquent par ce traumatisme la relative passivité politique de la population, qui préfère la stabilité actuelle à des promesses de changement toujours risquées,.
Le parti du pouvoir, le Parti démocratique populaire du Tadjikistan détient une large majorité dans les deux chambres. Les observateurs internationaux jugent que les élections législatives de 2005 (en), sont marquées par la corruption et la manipulation des résultats. Les principaux partis d'opposition ont boycotté l'élection présidentielle de 2006 (en), accusant le pouvoir de préparer des falsifications massives. Emomalii Rahmon fut réélu avec 79,3 % des suffrages.
Le principal parti d'opposition, le Parti de la renaissance islamique est interdit en 2015. Les autres principaux partis sont alliés au parti au pouvoir. Rahmon et son gouvernement sont régulièrement critiqués pour avoir réduit l'opposition et les médias indépendants au silence,.
La constitution est amendée par référendum en 2016 (en) et parmi les modifications se trouvent la levée du nombre de mandats qu'un président peut effectuer (ce qui permet à Rahmon d'effectuer un nombre illimité de mandats) et l'interdiction des partis « basés sur une religion ».
Lors des dernières élections législatives en mars 2020, le Parti démocratique populaire remporte 47 sièges sur 63. Le reste des sièges est remporté par des partis alliés au Parti démocratique populaire.

## Droits de l'homme
Le respect des droits de l'homme par le pouvoir reste sujet à caution. La liberté de la presse et le droit à un procès équitable sont mal assurés. La violence des forces de sécurité est difficilement contrôlable, et des cas de torture ont été dénoncés. L'état des prisons semble déplorable. Enfin, les droits sociaux et économiques des Tadjiks ont été encore réduits par la paupérisation de la société depuis l'indépendance : travail des enfants, travail forcé, discriminations et violences envers les femmes sont monnaie courante. Enfin, les minorités religieuses (juifs, protestants), semblent avoir été victimes de mesures discriminatoires et de destruction de leurs lieux de culte.

## Politique étrangère
La politique étrangère du Tadjikistan est dominée par les problèmes de l'Afghanistan voisin, les risques de contagion qu'ils impliquent, du trafic de drogue à l'islamisme armé, et la nécessité conséquente de coopération internationale. Le Tadjikistan participe à de nombreuses organisations internationales, et reçoit un volume important d'aide. Il est resté proche de la Russie au sein de la CEI, mais développe les relations avec d'autres puissances régionales, telles la Chine, avec qui un conflit de délimitation des frontières fut résolu par un accord en 2002, et l'Iran, dont le Tadjikistan soutient la candidature à l'Organisation de coopération de Shanghai. Le Tadjikistan est aussi membre de l'OSCE, qui soutient divers programmes humanitaires et de réformes démocratiques dans le pays.
L'Iran est un allié traditionnel du Tadjikistan, et le tadjik est un dialecte du persan, parlé en Iran. L'Arabie saoudite sunnite lutte contre l'influence de l'Iran chiite et essaie de modifier la politique du régime Rahmon. En mai 2018, ce dernier critique ainsi l'Iran, sans toutefois le nommer, pour avoir financé des membres du Parti de la renaissance islamique, un parti islamiste d'opposition.